# Стефан Дука
Стефан Дука (на средногръцки: Στεφάνος Δούκας, роден преди 1077 г.) е византийски аристократ от втората половина на XI век, брат на императрица Ирина Дукина.
За живота на Стефан Дука не са запазени никакви исторически сведения. Дълго време за неговото съществуване, както и за това на брат му Константин, не е имало никакви познати исторически източници. Имената им стават известни за науката през 2005 г., когато изследователиете Жан-Франсоа Вание и Матула Курупу публикуват т.н Поменик на роднините на императрица Ирина, открит в ръкопис (ms. Panaghia Kamariotisa 29), съдържащ литургичния типик на константинополския манастир Христос Филантроп, основан от императрица Ирина Дукина. В този ръкопис под формата на маргинални бележки, срещу датите на техните кончини, са изброени имената на тридесет и пет видни членове на семейството на императрицата Ирина наред с това на съпруга ѝ Алексий I Комнин. Този поменик, освен че потвърждава и допълва известната за тях информация, съдържа и имената на неизвестни за науката членове на семейството – братята Константин и Стефан. В този документ срещу датата 20 октомври фигурира севаст Стефан, брат на императрицата. От тази бележка става ясно, че Сетфан е брат на императрица Ирина и следователно е син на протовестиария Андроник Дука и Мария Българска. Името Стефан не е необичайно за семейство Дука – същото име през X век носи синът на Константин Дука, който Стефан е бил направен евнух след въстанието и смъртта на баща му през юли 913 г.
Вероятно Стефан Дука е бил почетен с титлата севаст след възцаряването на Алексий I Комнин на 1 април 1081 г. Фактът, че за него не се споменава в други източници, навежда на мисълта, че Стефан Дука най-вероятно е починал преждевременно – вероятно на 20 октомври, в неизвестна година след 1081 г.